# 迈克·曼宁 (演员)
迈克·C·曼宁（Mike C. Manning）是一位美国演员、制片人、电视真人秀名人和活动家。2009 年，22岁的曼宁因出演MTV系列剧《真实世界：DC》而声名鹊起。 随后开始演艺生涯，出演了多部电影和电视节目，例如2014年迪士尼频道原创电影《Cloud 9》，其中他扮演尼克·斯威夫特、《夏威夷五-0》、 《爱就是你所需要的？》 (2016)、 《少狼》 、 《呼唤》 、 《南方之子》和《我们的日子》 。  作为制片人，他的作品包括纪录片《为基督绑架》 、  和荣获 2020 年日间艾美奖杰出数字日间剧集奖的《海湾》 。  他凭借在日间小说节目中饰演凯莱布·麦金农 (Caleb McKinnon) 的表演，获得了 2021 年日间艾美奖最佳男配角奖。 